# Zaicear
Zaicear (în sârbă: Зајечар (Zaječar), în bulgară: Зайчар (Zaicear), iar în română și: Zăiceari) este un oraș și o municipalitate situate în districtul Zaicear, în estul Serbiei. Orașul Zaicear este centrul administrativ al districtului. În anul 2002, orașul număra 49.491 de locuitori, iar municipalitatea, al cărei centru este, număra 75.969 de locuitori.

## Originea numelui orașului
Există două păreri privitoare la originea denumirii orașului Zaicear. Una dintre ele spune că denumirea ar fi de origine turcă. Cea de-a doua părere spune că ar fi de origine românească: sintagma „Zăii cer” [un sacrificiu, o ofrandă], cu alte cuvinte: „Zeii cer”. Orașul mai este cunoscut în română și sub numele de Zăiceari.

## Istorie
In apropiere este satul Gamzigrad, lângă care sunt ruinele cetății Felix Romuliana din fosta provincie Dacia Ripensis. La Felix Romuliana s-au născut împărații romani Galerius (293–311), Maximinus (305–312) si Licinius (308–324).

## Geografie
Zaicear este orașul principal al regiunii Timočka Krajina (în românește: „Frontiera Timocului”).

## Localitățile componente ale municipalității Zaječar
| - Borovac - Brusnik - Velika Jasikova - Veliki Izvor - Veliki Jasenovac - Vražogrnac - Vratarnica - Vrbica - Gamzigrad - Glogovica - Gornja Bela Reka | - Gradskovo - Grlište - Grljan - Dubočane - Zagrađe - Zaječar - Zvezdan - Jelašnica - Klenovac - Koprivnica - Lasovo | - Lenovac - Leskovac - Lubnica - Mala Jasikova - Mali Izvor - Mali Jasenovac - Marinovac - Metriš - Nikoličevo - Planinica - Prlita | - Rgotina - Salaš - Selačka - Tabakovac - Trnavac - Halovo - Čokonjar - Šipikovo - Šljivar |

## Demografie

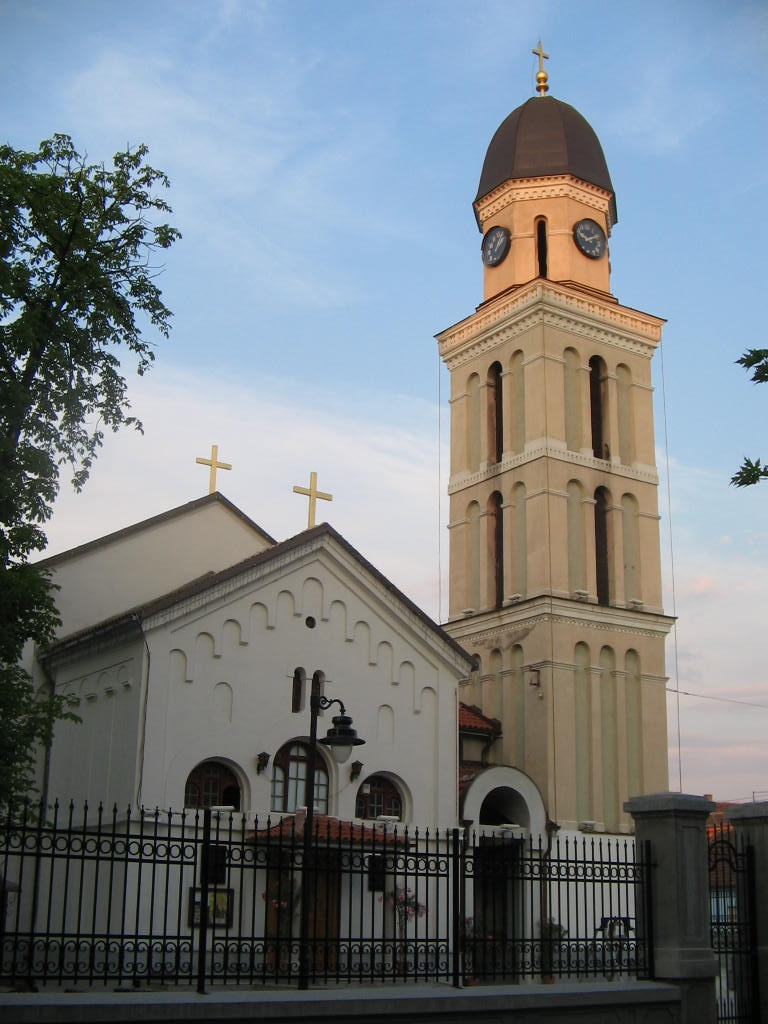
Catedrala ortodoxă din Zaicear

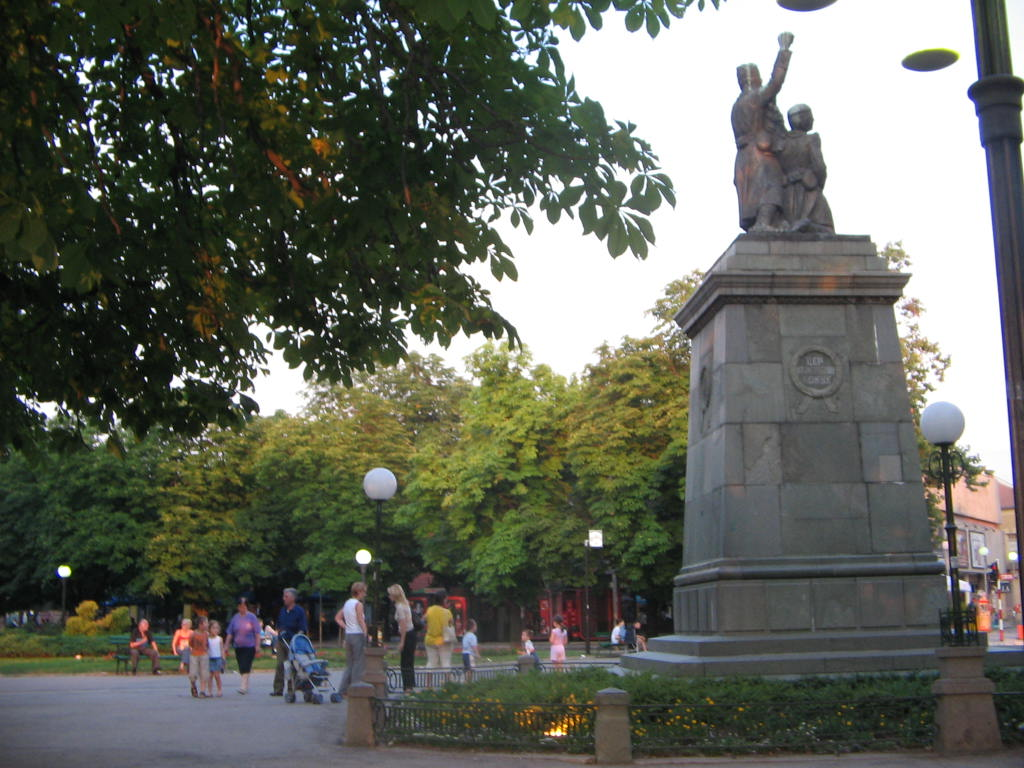
Parc și monument în centrul orașului Zaicear

### Orașul Zaicear

#### Evoluția istorică a populației în oraș
| An        | 1948   | 1953   | 1961   | 1971   | 1981   | 1991   | 2002   | 2011   |
| --------- | ------ | ------ | ------ | ------ | ------ | ------ | ------ | ------ |
| Populație | 11.861 | 14.489 | 18.690 | 27.599 | 36.958 | 39.625 | 39.491 | 36.830 |

În 2008, populația orașului Zaječar era estimată la 39.614 locuitori.

### Municipalitatea Zaicear

#### Repartiția populației în localități (2002)
- Localități cu o majoritate a sârbilor: Zaicear, Borovac, Brusnik, Veliki Izvor, Veliki Jasenovac, Vražogrnac, Vratarnica, Vrbica, Gamzigrad, Gornja Bela Reka, Gradskovo, Grlište, Grljan, Zagrađe, Zvezdan, Jelašnica, Klenovac, Koprivnica, Lasovo, Lenovac, Leskovac, Lubnica, Mali Izvor, Marinovac, Metriš, Nikoličevo, Planinica, Prlita, Rgotina, Salaš, Selačka, Tabakovac, Trnavac, Halovo, Čokonjar și Šljivar.
- Localități cu o majoritate a valahilor / românilor: Dubočane, Mala Jasikova și Šipikovo.
- Localități cu o majoritate relativă a sârbilor : Velika Jasikova și Mali Jasenovac.
- Localități cu o majoritate relativă a valahilor / românilor: Glogovica.

## Cultură

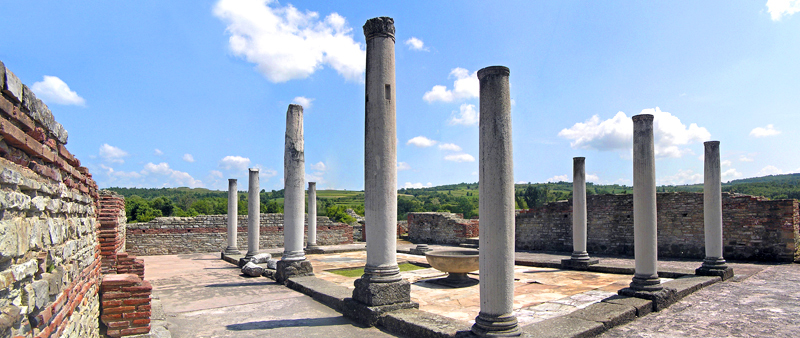
Imagine din Felix Romuliana

În apropiere de localitatea Zaicear, în satul Gamzigrad, se găsește situl roman Romuliana sau Felix Romuliana, un castru unde a murit și a fost înmormântat împăratul Caius Galerius Valerius Maximianus (născut pe la 250) - decedat în 311. Situl se compune din fortificații, palat în partea de nord-vest a complexului, bazilici, temple, băi calde, complex comemorativ și un tetrapylon. Situl oferă o mărturie unică a tradiției construcției romane marcate de ideologia perioadei celei de-a doua Tetrarhii.
Situl este înscris în lista patrimoniului mondial al Organizației Națiunilor Unite pentru Educație, UNESCO.

## Politica

### Alegerile locale din 2004
Repartiția locurilor Adunării Municipale (alegerile locale din 2004):
| Partid                          | Locuri |
| ------------------------------- | ------ |
| Partidul democrat               | 12     |
| Partidul radical sârb           | 9      |
| Coaliția „Pentru Zaječar”       | 6      |
| Mișcare Forța Serbiei           | 5      |
| Partidul democrat al Serbiei    | 4      |
| Partidul Socialist din Serbia   | 4      |
| Mișcarea sârbă pentru reînnoire | 3      |
| G17 Plus                        | 3      |
| Noua Serbie                     | 2      |
| „Preduzetnici za opštinu”       | 2      |

### Alegerile locale din 2012
În urma alegerilor locale din Serbia care au avut loc în 2012, cele 51 de locuri ale adunării municipale din Zaječar au fost repartizate astfel:
| Partid                                                                                 | Locuri |
| -------------------------------------------------------------------------------------- | ------ |
| Regiunile Unite ale Serbiei                                                            | 21     |
| Victorie pentru o Viață mai bună                                                       | 14     |
| Să dăm un avânt Zaječarului                                                            | 5      |
| Alegerea unei vieți mai bune                                                           | 4      |
| Preokret                                                                               | 3      |
| Partidul Socialist din Serbia - Partidul Pensionarilor Uniți din Serbia - Serbia Unită | 3      |
| Altul                                                                                  | 1      |

## Personalități
- Galerius (250-311), împărat roman (a murit și a fost înmormântat aici)
- Maximinus Daia (270-313), împărat roman
- Licinius (n. cca 250, la Romuliana, azi Zaječar - d. 325, Thessalonica), împărat roman (308-324)
- Nikola Pašić (1845–1926), diplomat și om politic
- Svetozar Marković (1846–1875), socialist sârb;
- Dragoslav J. Popović (1878 - 1928), medic militar;
- Zoran Radmilović (1933-1985), actor.
- Mirko Cvetković (n. 1950), om politic sârb, Președinte al Guvernului Republicii Serbia (din iulie 2008 până în iulie 2012)

## Orașe înfrățite
- Calafat, România
- Vidin, Bulgaria

## Consulate
- Consulatul onorific al României